# Cionín Villagrá
Asunción Villagrá Fernández (Santander, 1955), conocida como Cionín Villagrá, es una expatinadora artística española que llegó a ser dos veces subcampeona del mundo.

## Trayectoria deportiva
Comenzó a patinar a los siete años de la mano de su profesora Nelly de la Fuente, en las precarias instalaciones del tiro del promontorio de San Martín en Santander. Después pasaron por los Escolapios y por el complejo municipal de Deportes de Albericia, donde surgió la primera escuela municipal de patinaje de España, germen de lo que se conocería como escuela montañesa, que hizo sombra a la potente escuela catalana de patinaje.
En su primer campeonato nacional (1962) quedó última, y su madre para animarla le compró una copa. Desde los ocho años hasta los doce años, entre 1964 y 1968, ganó todos los campeonatos de España de categoría infantil. Al cumplir 13 años paso a primera categoría y ganó de forma consecutiva dos campeonatos de España (1969 y 1970). Participó con catorce años a nivel internacional. Quedó en quinta posición en el campeonato del mundo de patinaje artístico celebrado en Lincoln.
En 1971 fue campeona en la primera copa de Europa de patinaje artístico celebrado en Bruselas y ese mismo año consiguió la medalla de oro en los campeonatos del mundo en Barcelona. En 1972 se proclamó campeona de España de primera categoría y cuarta clasificada en el campeonato del mundo celebrado en Bremen. A los diecisiete años volvió a ser campeona de España y quedó como séptima clasificada en los campeonatos del mundo, de nuevo celebrados en Alemania (1973). Fue subcampeona del mundo en 1974 (La Coruña) y en 1975 (Brisbane), la primera española en conseguir dichos títulos. 
En el año 2018 la Federación Cántabra de Patinaje y el Ayuntamiento de Santander le rinden un homenaje a su exitosa carrera y a su figura como pionera en el mundo del patinaje artístico en España. Durante en este acto, donó varios de sus trofeos al Museo del Deporte de Santander. La Alcaldesa de Santander destacó su influencia en las generaciones que se dedicaron y se dedican al patinaje artístico. Se retiró de la competición con veinte años de edad. La causa de esa retirada fue una decepción, que surgió del comentario de un juez australiano que le dijo: "si no has ganado hasta ahora un campeonato del mundo, es porque eres española" .

## Otras actividades
Tras su retirada de la competición dio clases de patinaje artístico, hasta que se fue a Estados Unidos.

## Palmarés
- Campeona de España infantil en 1964,1965,1966,1967.
- Campeona de España segunda categoría en 1968.
- Campeona de España primera categoría en1970,1971,1972,1973.
- Subcampeona del Mundo en 1974,1975.
- Campeona de Europa en 1971.[2]

## Premios y reconocimientos
- Medalla de plata de la Federación Española de Patinaje.
- Medalla de oro de la Federación Española de Patinaje.
- Trofeo María del Carmen Martinez de la Federación Española de Patinaje.
- Medalla de plata Mérito Deportivo, de la Delegación Nacional de Educación Física y Deportes.[2]